# Теплогенератор
Теплогенератор — совокупность устройств и механизмов для производства тепловой энергии в виде водяного пара, горячей воды или подогретого воздуха на основе преобразования различных видов энергии (химической, излучения, электрической и др.) в тепловую. Применяется в промышленности, транспорте и быту для индивидуального отопления и горячего водоснабжения помещений или небольших зданий различного назначения.

## Методы производства тепловой энергии
1. Сжигание органического топлива в окислительной среде, основанный на использовании теплоты экзотермических химических реакций.
2. Самоуправляющаяся цепная ядерная реакция деления тяжелых ядер трансурановых элементов.
3. Преобразование электрической энергии в тепловую.
4. Преобразование солнечной энергии в тепловую.
5. Использование теплоты геотермальных вод.
6. Преобразование тепловой энергии теплоносителя с низким энергетическим потенциалом в высокопотенциальную тепловую энергию другого теплоносителя с затратами некоторого количества других видов энергии, подводимых извне (например, тепловые насосы, использующие электроэнергию)[2].

## Устройство теплогенератора на основе сжигания органического топлива
Как правило, теплогенератор состоит из камеры сгорания с воздушным теплообменником, горелки и вентилятора центробежного или осевого. Топливом для теплогенератора может служить природный газ, дизельное топливо или отработанное масло в зависимости от типа используемой горелки, так же производятся теплогенераторы на твердом топливе дровах, угле, гранулах, древесных отходах.
Горячие газы, полученные в камере сгорания, направляются в теплообменник и далее в дымоход. Теплообменник, в свою очередь, обдувается воздушным потоком, создаваемым вентилятором, нагревая его. Нагретый воздух распределяется по помещению через решетки в корпусе теплогенератора или через систему подключенных к нему вентиляционных каналов.
При этом достигается увеличение температуры подаваемого воздуха на 20—70 К (для спец. задач до 150), что позволяет устраивать на базе теплогенераторов также и системы приточной вентиляции помещений.
Тепловая мощность теплогенераторов лежит в диапазоне от 20 до 2000 кВт. Примерно до 300 (400) кВт теплогенераторы изготавливаются в едином корпусе, от 350 (400) кВт теплогенераторы для транспортировки делят на секцию нагрева (теплообменника) и секцию вентиляторов.
Статическое давление на выходе из теплогенератора определяется мощностью вентилятора (вентиляторов). В зависимости от нагрузки (вентиляционной системы), статическое давление может быть различным и лежит в диапазоне от 100 до 2000 Па (зависит от параметров вентилятора).
Для работы в системах приточной вентиляции, теплогенератор может оснащаться камерой сгорания и теплообменником из нержавеющей стали и устройством отвода конденсата. Это необходимо, если теплообменник сильно охлаждается (при температуре продуктов сгорания на выходе после теплообменника ниже 140-160 С). При постоянном (номинальном) расходе воздуха, повышенное охлаждение теплообменника может происходить за счёт холодного воздуха на входе перед теплообменником (ниже 0 С) или за счёт понижения тепловой мощности ниже 60-65 % от максимальной паспортной ( номинальной ) даже при работе на 100% рециркулируемом воздухе.

## Область применения теплогенераторов
Теплогенераторы применяют, в основном, для организации воздушного отопления и вентиляции промышленных, торговых и складских помещений большого объема, сушки материалов и других технологических процессов, требующих подачи больших масс нагретого воздуха.
Особое применение теплогенераторы нашли для отопления теплиц. Эффект состоит в том, что с помощью теплогенератора можно отапливать теплицу и проветривать в любую погоду, а так же уменьшать влажность или наоборот увеличивать, используя специальные испарители. 

## Экономический эффект
Использование теплогенераторов для воздушного отопления позволяет добиться существенного снижения затрат. В общем случае система отопления и/или вентиляции (для объёмных помещений) реализованная на основе воздушных теплогенераторов всегда дешевле, чем устройство котельной + водяные калориферы (воздушно-отопительные агрегаты) и/или водяные приточные/приточно-вытяжные установки аналогичной тепловой мощности. Отсутствие жидкости в качестве теплоносителя снимает риск протечек и разморозки системы, упрощает обслуживание системы.
Размещение теплогенератора в непосредственной близости или внутри отапливаемого помещения сокращает потери на транспортировку тепла от котельной, вся система отопления менее инерционная, позволяет более эффективно автономно, локально регулировать температуру (и другие параметры) внутри помещения.
В целом, система отопления, выполненная на базе теплогенератора, оказывается выгоднее водяной в установке и эксплуатации (для объёмных помещений, помещений с большими кратностями воздухообмена).